# 刘芳 (主持人)
刘芳是香港凤凰卫视的主持人，目前主持《新闻今日谈》和《天下被网罗》。任凤凰卫视记者时拍摄的《时事特区-教育行动》在2013年获芝加哥国际电影节银奖。